# Frank Martin (genet)
Frank Hugo Martin (Estocolm, 30 de desembre de 1885 – Danderyd, 28 d'agost de 1962) va ser un genet suec que va competir a començaments del segle xx.
El 1920 va prendre part en els Jocs Olímpics d'Anvers, on va guanyar la medalla d'or en la prova de salts d'obstacles per equips del programa d'hípica amb el cavall Kohort  i formant equip amb Claës König, Hans von Rosen i Daniel Norling.